# První trolejbus
První trolejbus (rusky Первый троллейбус; Pervyj trollejbus) je ruský sovětský celovečerní film z roku 1963 režiséra Isidora Markoviče Anněnského. Hrají v něm Irina Gubanova, Lev Sverdlin, Nina Sazonova, Alexandr Děmjaněnko, Dalvin Ščerbakov, Oleg Dal a další. Hudbu složil Andrej Ešpaj a dirigoval Emin Chačaturjan.
Film byl natáčen s trolejbusy ZiU-5 v Oděse a v Moskvě.

## Děj
Hlavní hrdinka filmu, řidička trolejbusu Svetlana (hraná Gubanovou), řeší dilema, zda studovat vysokou školu, jak na ni naléhají její příbuzní, nebo zda dál řídit trolejbus, což je práce, kterou má ráda. Nakonec se rozhodne studovat dálkově a pokračuje v řízení trolejbusu.